# Регионален интернет регистър
Регионален интернет регистър (на английски: Regional Internet Registry, RIR) е организация, ръководеща разпределянето и регистрацията на интернет номера в даден регион от света. „Интернет номера“ включват IP адреси (IPv4 и IPv6) и номера на автономни системи.
За Европа, Русия, Централна и Западна Азия регионалният интернет регистър е Réseaux IP Européens Network Coordination Centre (RIPE NCC).
За Карибите и Латинска Америка – Latin America and Caribbean Network Information Centre (LACNIC).
За Антарктида, Канада, някои части от Карибите и САЩ – American Registry for Internet Numbers (ARIN).
За Африка – African Network Information Center (AFRINIC).